# Никострат (стратег)
Никострат (др.-греч. Νικοστρατοσ) — древнегреческий политический деятель, занимавший должность стратега Ахейского союза в 198—197 годах до н. э.
Участвовал в переговорах между Набисом, Атталом и Титом Квинкцием Фламининым о четырёхмесячном перемирии между Спартой, Ахейским союзом и Римом во время Второй Македонской войны. Позднее нанёс серьёзное поражение македонским войскам, действовавшим из Коринфа и опустошавшим окрестности Пеллены, Сикиона и Флиунта.